# Matthew Roloff
Matthew James "Matt" Roloff, född 7 oktober 1961 i San Francisco, Kalifornien, är en amerikansk TV-personlighet, författare och jordbrukare, mest känd för sitt deltagande med sin familj i reality-TV-serien Little People, Big World (Små människor i en stor värld). Serien handlar om Roloff och hans familjs dagliga liv. 
Roloff är dvärgväxt, liksom hans fru Amy; paret skildes 2016. Roloff bor på sin gård, The Roloff farm, nära Hillsboro i Oregon i USA. Det är en gård på cirka 11 hektar, där de har bland annat persiko- och pumpaodling. Roloff försöker ge sina barn den fina uppväxt han aldrig fick; därför har han bland annat byggt en cowboystad och ett piratskepp som finns i en damm på gården. Roloff nämner ofta att han inte fick någon rolig uppväxt och fick tillbringa mycket tid på sjukhus. Han har fyra barn, tre pojkar och en flicka, de äldsta pojkarna är tvillingar och heter Zachary och Jeremy (Zachary är kortväxt men inte Jeremy), Molly är näst yngst och den yngsta heter Jacob.